# Палеоконтакт

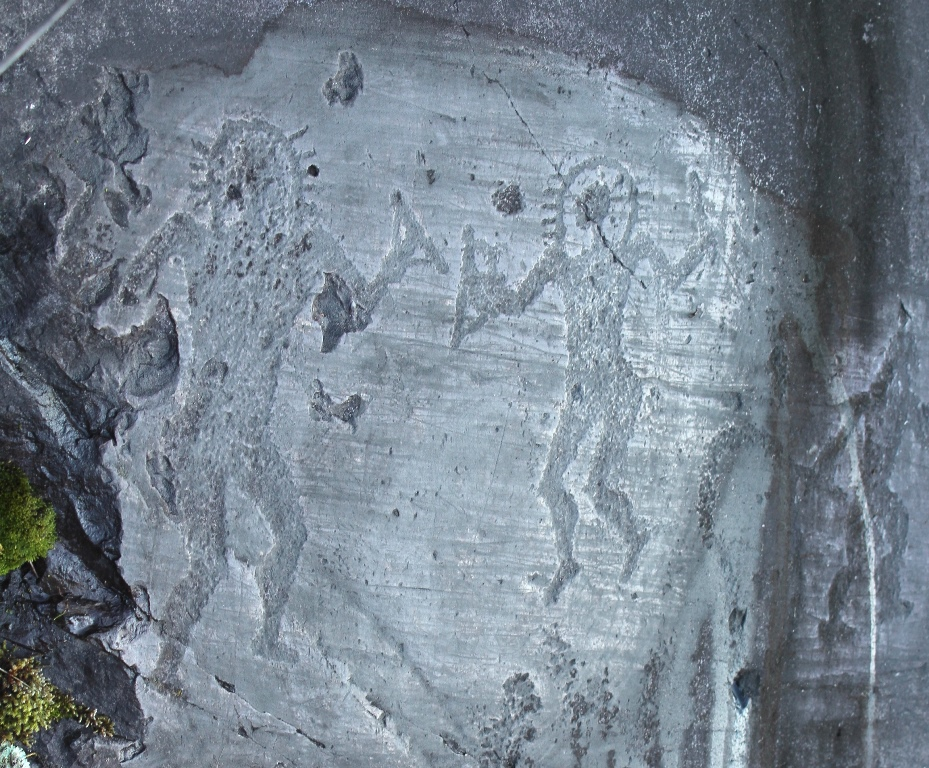
Петрогліфи Валькамоніки, Італія. Прихильники палеоконтакту вважають, що ці фігури нагадують астронавтів.

Палеоконта́кт — сукупність псевдонаукових вірувань, згідно з якими розумні позаземні істоти (інопланетні астронавти) відвідували Землю і контактували з людьми в стародавні та доісторичні часи. Можливі палеоконтакти більшою мірою вивчаються неакадемічною наукою, яка пояснює впливом прибульців із космосу появу стародавніх цивілізацій, їхніх знань, технологій або і людства чи життя на Землі взагалі. Гіпотеза виникла у XX столітті завдяки працям таких науковців, як Костянтин Ціолковський, Карл Саган, Йосип Шкловський і псевдонауковців, як Гарольд Вілкінс, Еріх фон Денікен, Девід Айк, Захарія Сітчин.
Тема палеоконтакту поширена в науковій фантастиці.

## Історія питання

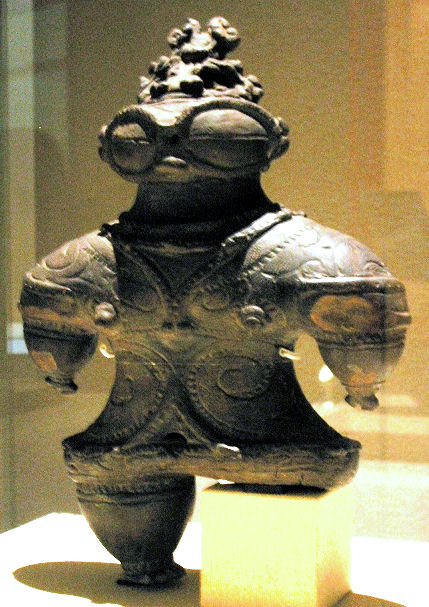
Статуетка доґу (遮光器土偶, сякокі-доґу) (1000 — 400 до н. е.), Токійський національний музей), в якій вбачається образ людини в скафандрі.

Попередниками гіпотези палеоконтакту були паранаукові вчення початку XX століття. Американський дослідник паранормальних явищ Чарльз Форт в 1919 році в своїй «Книзі проклятих» (The Book of the Damned) припускав, що деякі міфічні істоти могли бути прибульцями з інших світів, які в минулому відвідували Землю.
В 1930 році на сторінках радянського журналу «Вестник знания» відбулося коментування авторитетними ученими анонімного питання: «Якщо у Всесвіті, без сумніву, є і більш розвинені культури, ніж земна, то чому Землю до сих пір не відвідали жителі інших світів?». Костянтин Ціолковський відповів на це, що контакти з іншопланетянами невідомі впродовж задокументованої історії, але вони могли відбуватися в минулому чи ще стануться в майбутньому. Яків Перельман назвав палеоконтакти малоймовірними, тоді як Микола Ринін висловлював думки про те, що міфи є переказами про реальні події, зокрема контакти з більш розвиненими іншопланетними цивілізаціями. За його словами, «Твердження, що жителі інших світів не відвідували нашої планети, дійсно підтверджується офіційною історією всіх країн. Однак, якщо ми звернемося до сказань сивої давнини, то зауважимо дивні збіги в легендах країн, роз'єднаних між собою океанами і пустелями. Це збіг полягає в тому, що в багатьох легендах говориться про відвідування Землі в незапам'ятні часи жителями інших світів. Чому не припустити, що в основі цих легенд лежить якесь зерно істини?».
Також ідеї палеоконтактів або існування стародавніх астронавтів з'являлися в науковій фантастиці наприкінці XIX — на початку XX століття. До прикладу, Гаррет П. Сервіс в книзі «Завоювання Едісоном Марса» (1897), яка була вільним продовженням «Війни світів» Герберта Веллса, описав поневолення марсіанами давнього Єгипту. Прибульців з інших планет і вимірів, котрих давні цивілізації шанували як богів, неодноразово згадував Говард Лавкрафт. Письменник-фантаст Олександр Казанцев у 1945 році висунув припущення про те, що Тунгуський метеорит був насправді космічним кораблем, який вибухнув у результаті ядерного вибуху.
Гіпотеза стала активно розвиватися 1950-60-і роки. В 1954 році журналіст Гарольд Вілкінс видав книгу «Літаючі блюдця на Місяці», а в 1956 фізик Моріс Джессуп — «НЛО і Біблія», де аргументувалися можливості палеоконтакту. Популяризації гіпотези послугувала стаття фізика Матеста Агреста «Сліди ведуть в космос» (1959). В ній автор заявив, що стародавні мегалітичні споруди слугували місцями посадки кораблів інопланетян.

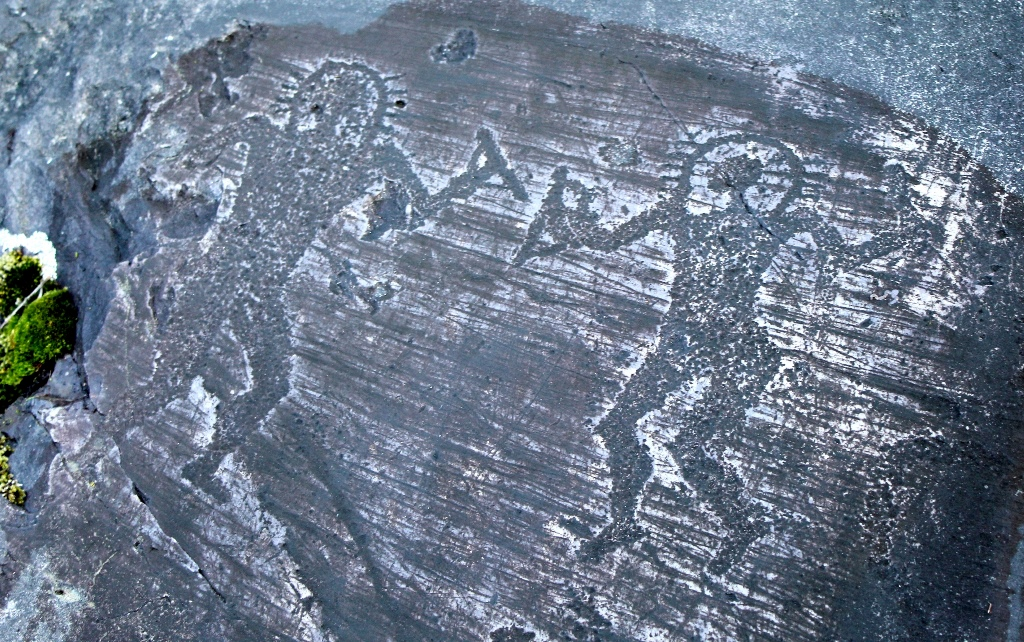
Наскельні зображення людиноподібних істот у предметах схожих на скафандри. Долина Валь Камоніка, Італія, 10 тис. років до н. е.

Значний внесок зробила книга астрофізиків Карла Сагана та Йосипа Шкловського «Розумне життя у всесвіті» (1966). Автори розглядали версію відвідування Землі в минулому представниками розвиненої іншопланетної цивілізації, особливу увагу звертаючи на вавилонську міфологію.
Еріх фон Денікен, який опублікував у 1968 році книгу «Колісниця богів? Нерозгадані таємниці минулого», поєднав гіпотезу палеоконтакту з теорією змови, стверджуючи, що академічна наука боїться оприлюднити наявні докази контактів з іншопланетними цивілізаціями.
Ідеї палеоконтакту були викладені у ряді книг Еріха фон Денікена і заснованому на них фільмі «Спогади про майбутнє» (1970). У цих працях описані різні так звані «недоречні артефакти» як можливі докази палеоконтакту — Баальбекська тераса, Доґу, фрагменти з Пісні про Гільгамеша, різні наскельні малюнки тощо.
Стародавні астронавти з'являються як функція НЛО-релігії, починаючи з «Писання Саєнтології» (1967), а потім «Реалізм» (1974). Значного поширення дослідження можливих палеоконтактів набули в 1990-і роки в паранауці. Так Девід Айк в книзі «Найбільший секрет» (1999) відстоював думку про расу рептилоїдів, що стали основою для міфологій, та досі таємно керує людством. Подібні думки висловлював Захарія Сітчин в книзі «Сутички богів» (1995). Він висунув думку щодо прибуття в минулому істот з планети Нібіру з метою видобування золота, необхідного для функціонування їхніх технологій.
У 2001 році Інститутом Ґеллапа в США було проведено опитування, котре показало, що 33 % населення вірить у відвідання Землі в минулому іншопланетянами. При цьому з 1990 кількість прихильників реальності палеоконтакту зросла на 6 %. Переважно це молодь 18—29 років, чоловіків на 9 % більше, ніж жінок.
Ідея палеоконтакту лягла в основу образу древніх рас у науковій фантастиці та певною мірою у фентезі.

## Наукова точка зору

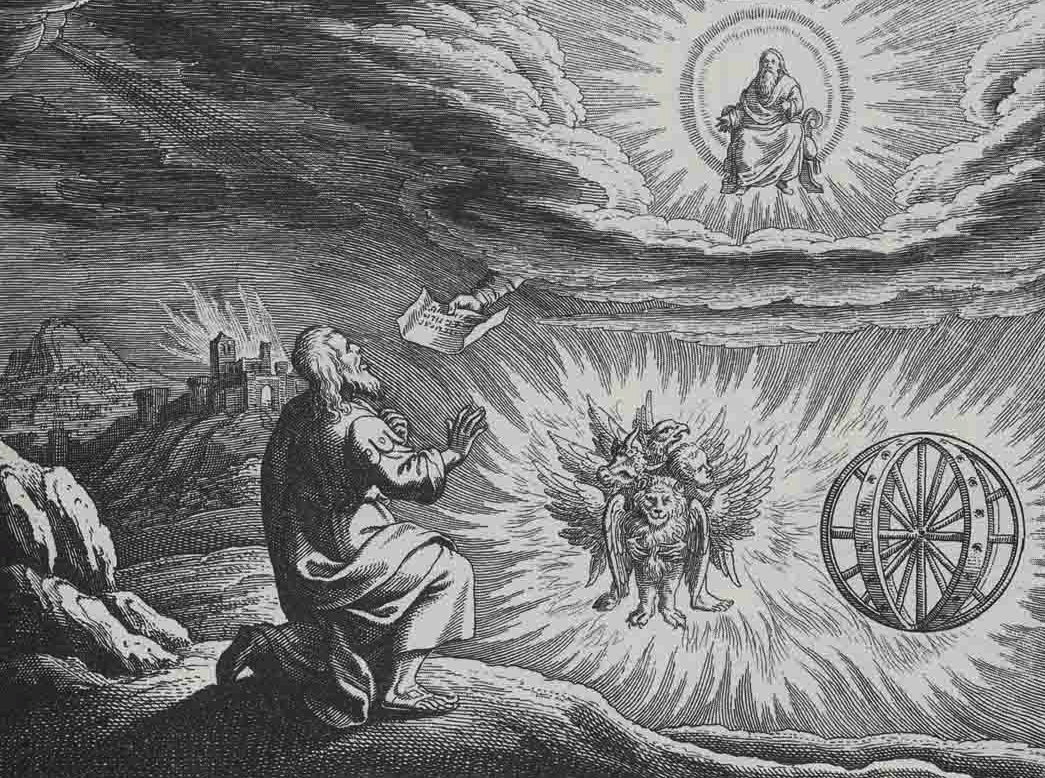
Гравюра видіння пророка Єзикиїля, яке може пояснюватися як спостереження космічного апарата

### Палеоконтакти в академічній науці
Прихильники гіпотези палеоконтакту в академічній науці посилаються на давню міфологію, щоб підтримати власну точку зору, яка заснована на тому, що стародавні міфи про чудернацькі створіння, богів, які спускаються з небес на Землю, щоб створити або доручити людству якусь задачу, насправді чужорідні відвідувачі, представники високорозвинених цивілізацій.
Одним з перших достатньо аргументованих і відповідних тодішній науці досліджень палеоконтактів стало дослідження астрофізиків Йосипа Шкловського і Карла Сагана в їхній книзі «Розумне життя у Всесвіті» (1966). Вони присвятили главу гіпотезі палеоконтакту, де міркували про виникнення міфів на основі спостереження за діяльністю технічно розвинених прибульців. Глава завершувалася наступним висновком: учені та історики повинні серйозно розглянути можливість того, що позаземний контакт міг відбуватися впродовж людської історії. Однак Шкловський і Саган підкреслили, що більшість ідей стосовно минулих контактів із позаземними цивілізаціями є чисто спекулятивними і не обґрунтованими.
Радянський дослідник Матест Агрест у статті «Сліди ведуть в космос» (1959) виводив міф про знищення Содому і Гоморри через ядерний вибух, здійснений іншопланетянами. Свою думку він підкріплював даними про поширення тектитів. Також він говорив про мегаліти як споруди для посадки космічних кораблів та стародавні знання, що були підтверджені тільки в XIX—XX ст., хоч це було лише припущенням. Попри несхвалення іншими науковцями, стаття була опублікована, оскільки мала матеріалістичну базу.
Дженні Рендлз, дослідник аномальних явищ, висловився щодо вивчення палеоконтактів академічною наукою: «…Попри те, що факти, які утворюють у наші дні область надприродного, найчастіше виявляються помилковими або оманливими, немає ніяких об'єктивних причин вважати, що деякі з них не можуть приховувати під собою цілком реальні з точки зору науки явища. Справді, вся історія науки доводить, що так і повинно бути. Всесвіт зберігає в собі ще багато непізнаного, і цілком імовірно, що шукати пояснення цьому непізнаному потрібно в тих дивах і загадках, які вже звикли називати „паранормальними явищами“. Завдання науки — позбутися від маячних уявлень і точно визначити, що може нам розповісти про будову Всесвіту щось нове, що залишиться в результаті відділення „зерна від полови“. Однак багато вчених відійшли від цієї мети, з цілком зрозумілої причини уникаючи того, що прийнято відносити до категорії паранормального. На жаль, справедливо відкидаючи всю ту нісенітницю, яка викликає ажіотаж у читачів бульварних газет, вони пропускають і істину».
В українському академічному середовищі гіпотезу палеконтакту підтримав релігієзнавець Іван Мозговий. Він описував, що ідея про зустріч з іншими розумними істотами властива людському мисленню. Незалежно від того, чи існують інопланетяни, люди очікують їх і розумніше підготуватися до майбутніх зустрічей.

### Палеоконтакти в паранауці

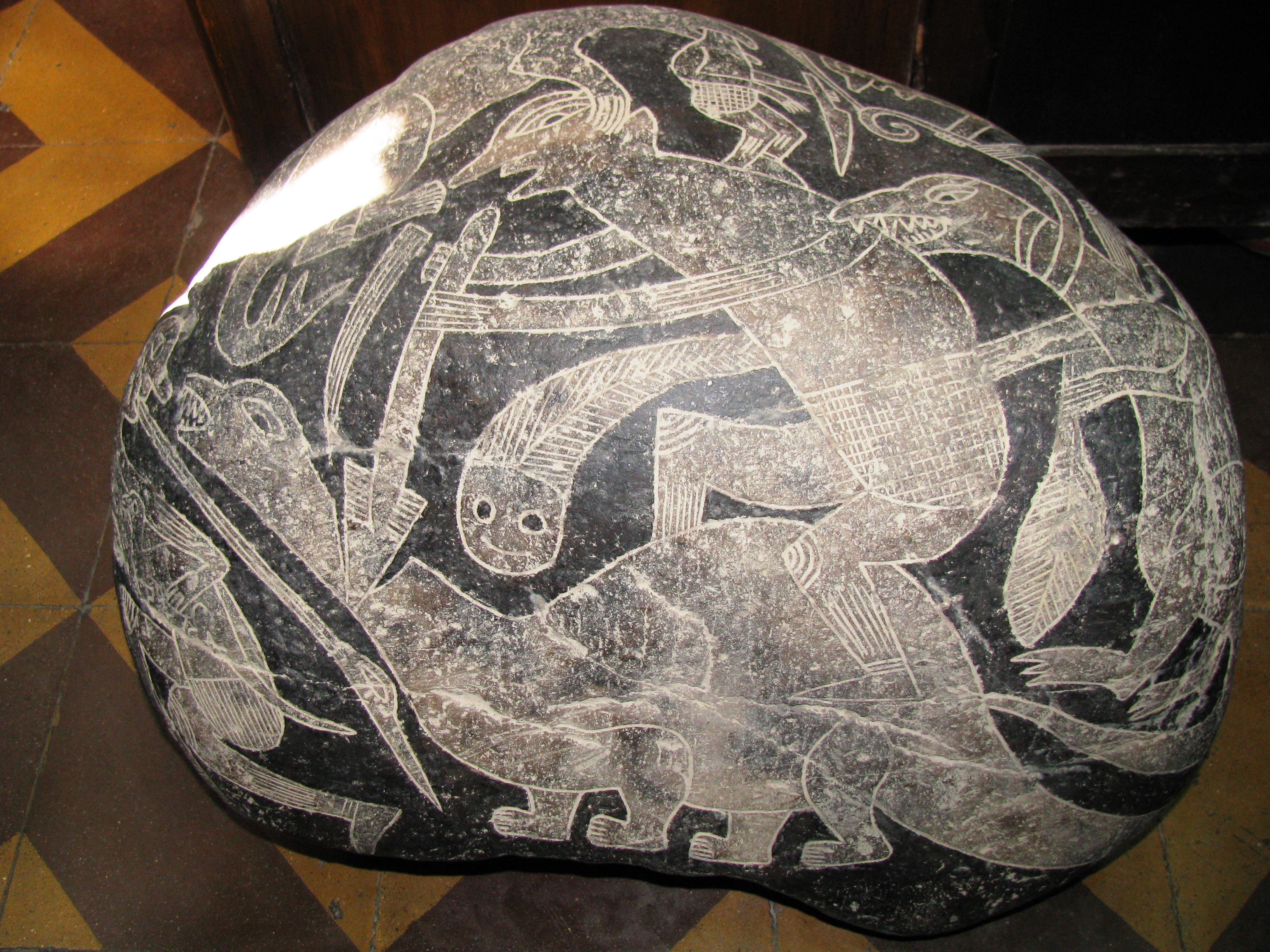
Камені Іки, як вважають прихильники гіпотези палеоконтакту, зображують людиноподібних істот в часи динозаврів

Хоча неспростовних доказів відвідання Землі представниками позаземних цивілізацій академічною наукою не виявлено, палеоконтакти є об'єктом неакадемічних досліджень. В сучасному вигляді гіпотеза оформилася в 1970-і роки саме завдяки таким дослідженням.
Еріх фон Денікен в своїй книзі «Колісниці богів» (1970) аргументував, що давні цивілізації Землі отримали свої технології та релігію від прибульців з інших планет, яких вони шанували як богів. Цим він пояснював появу на Землі єгипетських пірамід, моаї з острова Пасхи, Стоунхенджа, ліній Наска та «недоречних артефактів», як карта Пірі Рейса. Він провів аналогії між давніми технологіями з технологіями сучасної епохи (наприклад, багдадська батарейка — аналог сучасних гальванічних елементів, ймовірний скафандр астронавта Догу — аналог скафандру сучасних космонавтів); пояснював функції артефактів виходячи з проведених досліджень та експериментів (див. Птах з Саккари, Карта Пірі Рейса, Антикітерський механізм).
В 2010 році вийшов багатосерійний фільм про ймовірні відвідини прибульцями Землі в доісторичні часи та їх ймовірний вплив на людство «Давні прибульці» (англ. «Ancient Aliens»), видається низка популярних журналів про тематику (наприклад, «Легендарні часи», англ. «The Legendary Times»). У деяких джерелах вказаних досліджень висувається принцип виділення артефактів як доказів палеоконтакту за методом «Відсутності аналогій» — тобто відсутність у часі, до якого належить артефакт, явищ або предметів-аналогій.
Впродовж 1970-2010-х Захарія Сітчин розвивав ідею про невиявлену досі планету Сонячної системи Нібіру, жителі якої в минулому бували на Землі і заснували шумерську цивілізацію. Цих істот Сітчин пов'язує з аннунаками, котрі за допомогою генної інженерії створили людей, схрестивши свої гени з генами Homo erectus. Людей вони використовували для праці на золотих шахтах, оскільки золото необхідне для їхніх машин.
Як крайній прояв прийняття, ідея палеоконтактів сприймається прихильниками НЛО-релігії та уфоманії як підтвердження власної правоти.

## Критика концепції
Згідно з журналом «Interesting Engineering», найслабше місце гіпотези палеоконтакту полягає в тому, що вона стверджує, нібито стародавні люди були нездатні самотужки робити вражаючі архітектурні чи технологічні досягнення. Але якщо прихильники ідеї про палеоконтакт не можуть пояснити щось із минулого, це свідчить про прогалини в їхніх знаннях, а не в історії людства. Більшість приписуваних інопланетянам «чудес» під силу повторити навіть простими інструментами, якщо мати знання з математики, геометрії, мати вдосталь матеріалів і робітників. Окрім того, гіпотеза палеоконтактів споріднена з расизмом і шовінізмом, оскільки заперечує здатність різних народів самостійно створити складні будівельні та інженерні витвори. Вона «принижує наших власних предків, заперечуючи їхні досягнення». Енциклопедія «Pseudoscience: A Critical Encyclopedia» теж робить висновок, що гіпотеза палеоконтактів є переробкою ідеї про розвинених колонізаторів і примітивних аборигенів, тільки в цьому випадку «аборигенами» показані земляни.
Йонас Ріхтер, німецький аномалістик, охарактеризував гіпотезу палеоконтактів як релігійну за суттю, а не наукову. Віра в палеоконтакти розвинулася наприкінці XIX — початку XX століття як результат поширення матеріалістичних поглядів на світ і сліпої віри в силу науки пояснити будь-що незрозуміле. Замість богів або янголів люди стали вірити в інопланетян; небеса як місце їхнього проживання замінилося космосом. Однак, це доводить не існування інопланетян, а інертність людського мислення, схильність шукати підтвердження вже наявним уявленням, змінюючи тільки термінологію. Палеоконтакти також не можуть дати наукових відповідей на питання про походження Всесвіту, життя чи розуму. Може стверджуватися, що інопланетяни створили людей або контролювали їхній розвиток; та лишається незрозумілим звідки в такому разі взялися самі інопланетяни, як здобули свої технологічні досягнення. Спроби дати відповіді на ці питання приводять назад до релігії, до думки про існування непізнаваних розумних сил, які впливають на світ. Ще одним аргументом на користь релігійної, а не наукової суті гіпотези палеоконтакту, є очікування, що інопланетяни, які колись відвідували Землю, повернуться; або люди, освоюючи космос, зустрінуть свою «зоряну родину», що призведе до нової Золотої доби — поняття релігії, але не науки.
Палеонтолог Райлі Блек у журналі «Smithsonian» зазначила в 2012 році, що телепередачі про відвідування Землі інопланетянами зловживають відвертими спотвореннями наукової картини світу. Вони залучають науковців лише для того, щоб використати їхні вирвані з контексту слова, тоді як фанатикам маргінальних уявлень надається повна свобода.